# Alberto Crivelli
Alberto Crivelli, nome completo Alberto Angelo Crivelli (Milano, 11 febbraio 1883 – Milano, 13 aprile 1961) è stato un calciatore, allenatore di calcio e arbitro di calcio italiano.

## Carriera
Arbitro di calcio, Crivelli fu tra i fondatori dell'Associazione Italiana Arbitri nel 1911. Fu inoltre il primo presidente della Gruppo Arbitri "Umberto Meazza" di Milano nel 1927.
Come socio dell'Ausonia dal 1910 al 1911 fece parte della commissione tecnica che guidò l'Italia nei primi tre incontri da essa disputati, tra cui la partita tra Italia e Francia che fu la prima in assoluto disputata dalla nazionale azzurra.
Smise di arbitrare nel 1922. A continuare ad arbitrare in Prima Categoria dopo di lui fu solo il fratello Giuseppe nato nel 1888.
Anche i suoi fratelli minori Ettore e Giuseppe furono arbitri di calcio.
Nel 1948 in occasione del 50º anniversario della F.I.G.C. fu insignito del titolo di pioniere del calcio italiano.
Riposa al cimitero maggiore di Milano.